# Darevskia parvula
Darevskia parvula — представник роду скельних ящірок родини Справжні ящірки. Має 2 підвиди. Інша назва червоночерева ящірка.

## Опис
Ця ящірка має довжину тіла до 6 см і у двічі довший хвіст. Колір шкіри самців світло-коричневий, оливково-зелений або брудно-зелений, помітно темніший по хребту. Самки світло-коричневі, коричнево-сірі або оливково-сірі. Центральна спинна смуга утворена великими чорними або коричнево-бурими, зосередженими вздовж хребта, плямами, іноді поділеними на 2 зближених рядків. Широкі бічні смуги складаються зазвичай з 3 рядків темних кіл з більш-менш виразними світлими, але не блакитними «оченятами» або зовсім без них. По верхньому нерівному краю бічних смуг зазвичай розташовується рядок білуватих плям, вони іноді зливаються у суцільні світлі лінії, які більш чітко виражені у передній третині спини, де спинна й бічні смуги майже стикаються один з одним. Зустрічаються особини, у яких малюнок виражений лише частково. У період парування черево, груди та низ голови, зазвичай іржаво-цегляно-червоного або коричнево-червоного забарвлення, яке поширюється на нижню сторону стегон, гомілки, хвоста, скроневу область голови. У самців крайні черевні щитки через один мають яскраві бірюзові плями.
Голова сильно стиснута. Міжщелепний щиток відділений від лобоносового. Шов між лобоносовим і задньоносовим щитками коротший шва між переднім і заднім носовими. Верхньовійні щитки відокремлені від надочноямкового повним або рідше перерваним рядком з 10—23 зернят. Перший верхньоскроневий щиток короткий, загострений ззаду. Задньоскроневі щитки зазвичай не виражені, верхньогубних — 3—5. Комір слабко зазубрений. По середній лінії горла є 22—35 лусочок. Луска тулуба гладенька, опукла. Навколо середини тулуба 50—69 лусочок. Анальний щиток великий, попереду нього зазвичай лежать 1—2 симетрично розташованих великих преанальних щитка. Луска, що вкриває гомілку зверху, зі слабко або помірно розвиненими реберцями, не перевищує за розміром спинну. Навколо середини гомілки в одному рядку є 15—20 дрібних лусочок. Стегнові пори у кількості 18—26 досягають колінного згину.

## Спосіб життя
Полюбляє різноманітні виходи скель і твердих порід у лісовій зоні, де відома у горах до висоти 1600—1700 м над рівнем моря. Особливо численна на освітлюваних сонцем схилах залісених ущелин і кам'янистих обривах по берегах річок. Харчується комахами та їх личинками, павуками, молюсками і земляними червами (Lumbricina).
Це яйцекладна ящірка. Відкладання 2—4 яєць розміром приблизно 6×12 мм відбувається у середині червня — середині липня. Через 50—55 днів з'являються молоді ящірки довжиною 21—23 мм (без хвоста).

## Розповсюдження
Мешкає в Аджарії та західній Грузії, у північно-східній Туреччині.